# Luigi Boschetti

Stemma della famiglia Boschetti

Luigi Boschetti (Modena, 10 novembre 1775 – Modena, 11 febbraio 1855) è stato un avvocato e storico della matematica italiano.

## Biografia
Luigi Boschetti nacque a Modena nel 1775, penultimo di venti figli del Conte Antonio e della contessa Margherita Carandini. 
Di famiglia agiata (i Boschetti erano un'antica stirpe nobiliare modenese), ebbe la possibilità di studiare già da bambino al Collegio dei Nobili San Carlo, dove si interessò di matematica e poesia.
La sua vivacità intellettuale e la sua prodigiosa memoria si rivelarono già in tenerissima età:
a sette anni iniziò a scrivere versi e commedie, a dieci anni ridusse in tragedia il romanzo La vita è un sogno, rimasta comunque incompiuta. 
Dopo la morte del padre nel 1788, la sua formazione fu affidata dalla madre ad un precettore, l'abate Gaetano Lusverti, che lo istruì nelle Lettere e nella Filosofia; scelta motivata d'altronde dalla diffusione di un'epidemia di vaiolo a Modena. 
Crescendo, si interessò inoltre di scienze, in particolare di fisica: ancora adolescente seguiva le lezioni del pubblico professore di chimica, per poi tornare a casa e ripetere gli esperimenti con le poche macchine a disposizione. 
A diciott'anni intraprese gli studi legali, per volere dello zio suo tutore, benché fosse più portato per le materie scientifiche. 
In questo periodo compose varie dissertazioni ed opere poetiche in lingua latina: la maggior parte andarono però distrutte da parte dello stesso Luigi, che volle darle alle fiamme.
Nel tempo libero, riordinò l'archivio di famiglia: in otto anni redasse un elenco in tre volumi. 
Iniziò inoltre un'opera che, pur a tempi alterni, riuscì a concludere, che intitolò Lessico di erudizione. 
Nel 1795, all'età di vent'anni, divenne membro dell'Accademia di Scienze e Belle lettere di Modena. Nel 1796 si laureò in Giurisprudenza ed compì viaggi in diverse città italiane; tornato a Modena, allora sotto il dominio austriaco si dedicò da solo ad imparare il tedesco. Tradusse in italiano la commedia Gli schiavi neri. 
Nel 1802 cominciò ad applicarsi alla matematica, essendo questo il vero studio all'avanguardia dell'epoca: la scuola modenese, capitanata da Paolo Ruffini, era conosciuta a livello europeo.

## Opere
Soltanto due libri furono dati alle stampe: tutta l'opera di Boschetti è tuttora presente sotto forma di manoscritto nell'Archivio Luigi Boschetti, di proprietà degli eredi. 

### Opere edite
- Ricerche sopra l'aritmetica degli antichi, in Continuazione delle Memorie di Religione, di Morale, di Letteratura, Tomo III (1834), pp. 435-448.
- Dell'arte di educare se stesso, Cappelli, Modena, 1864.